# Chroniosuchus
Chroniosuchus — вимерлий рід рептиліоморф хроніозухід із верхньопермських відкладень Архангельської, Оренбурзької та Вологодської областей Росії. Його вперше назвав Вюшков у 1957 році, типовий вид — Chroniosuchus paradoxus. Рід Buzulukia, названий у 1957 році на основі остеодерм, вважається синонімом Chroniosuchus.
Хроніозух мав довжину близько 1.5 м.